# Amstel (flod)
 For alternative betydninger, se Amstel. (Se også artikler, som begynder med Amstel)
Amstel er en 31 km. lang flod, der løber i Holland og som bl.a. løber gennem byen Amsterdam.
Amstels navn er udledt fra Aeme stelle, gammelt hollandsk for "område med rigeligt med vand". Floden havde oprindeligt sin start hvor to mindre floder Drecht og Kromme Mijdrecht løb sammen en smule syd for Uithoorn. Efter bygningen af kanalen Amstel-Drecht Kanaal, begynder floden hvor Drecht og en anden kanal, Aarkanaal, mødes nær byen Nieuwveen. Bifloder er Kromme Mijdrecht, Bullewijk og Waver.
Mundingen af floden ligger i Amsterdam, hvor den mødes med IJ-bugten. I 1936 blev den sidste del af floden (kaldet Rokin) dog fyldt op og floden blev ledt under byen. Nu ender den åbne del af floden derfor på Spui-pladsen.
Amsterdam fik sit navn fra floden. Byen udvikledes fra en lille fiskerby kaldet "Amstelredam". I Amsterdam krydser broerne Magere Brug, Blauwbrug, Hoge Sluis og Berlagebrug floden. Stopera-rådhuset og operahuset og Carré teatret ligger alle ved flodens bredder.
52°17′15″N 4°53′15″Ø / 52.2875°N 4.8875°Ø